# St. Georg (Böhen)

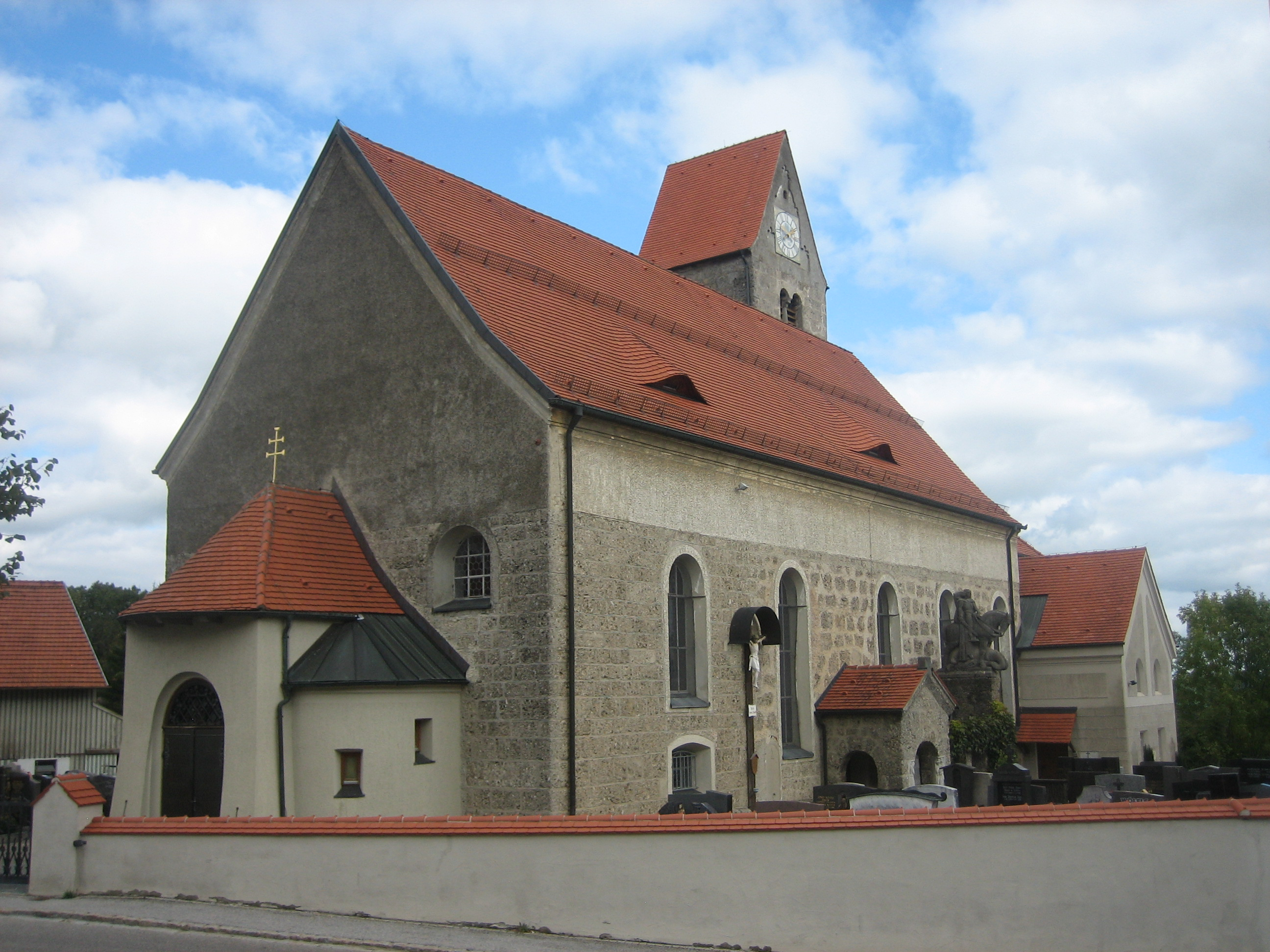
Kirche St. Georg in Böhen

St. Georg ist eine katholische Pfarrkirche in Böhen im Landkreis Unterallgäu in Bayern. Sie steht unter Denkmalschutz.

## Lage
Die Kirche befindet sich an einem steilen Abhang im Osten des Ortes Böhen.

## Geschichte

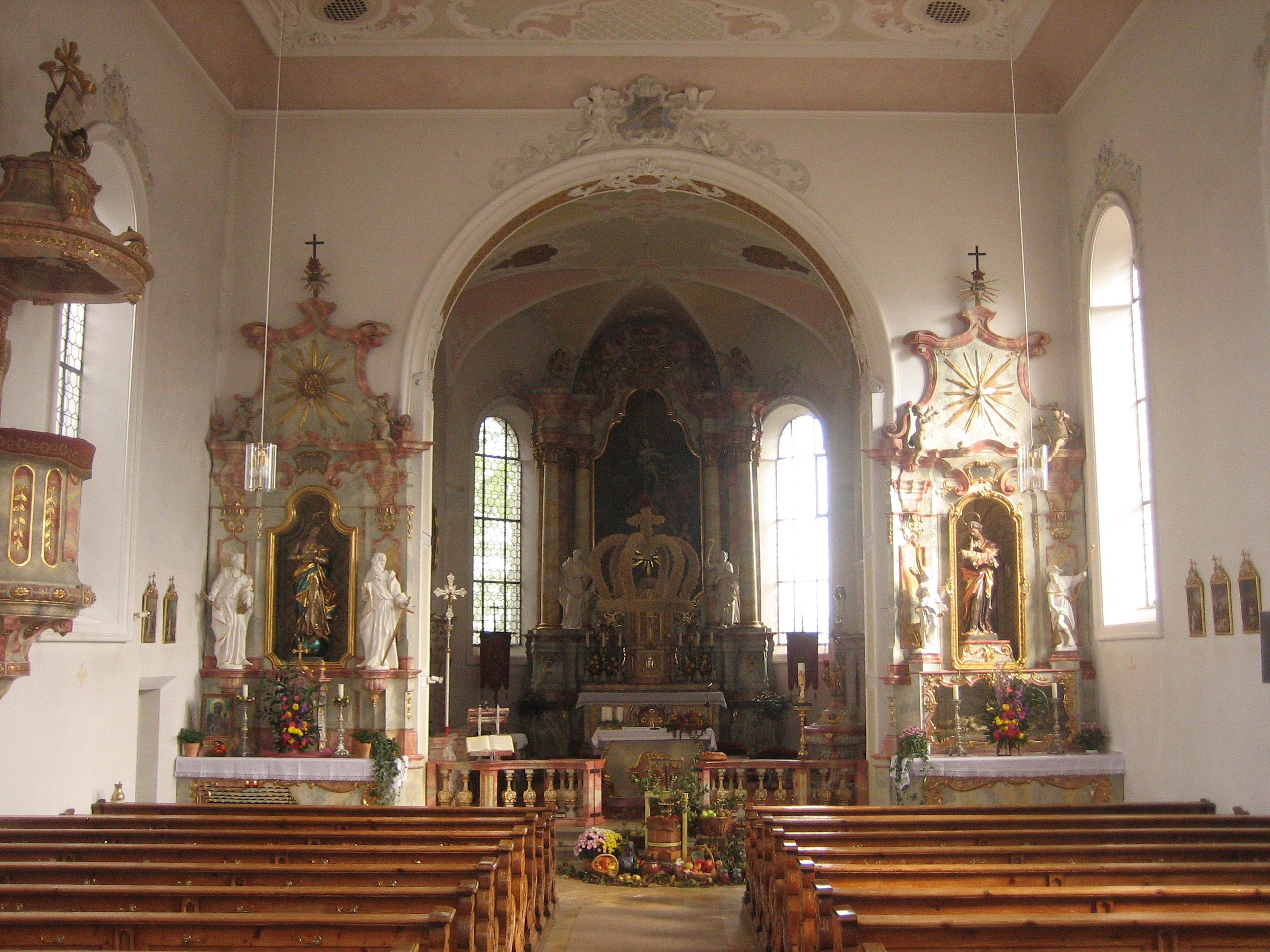
Innenansicht

Die ursprüngliche Kirche stammt aus dem 15. Jahrhundert. Das Langhaus wurde in den Jahren 1907 und 1908 erweitert.  Renovierungen fanden 1951, 1952 und 2015 statt.

## Baubeschreibung
Der Kirchenbau ist aus Nagelfluh errichtet und nicht verputzt. Die Kirche besteht aus einem eingezogenen Chor mit Kreuzgratgewölbe und 5/8 Schluss. Das Langhaus ist ein aus fünf Fensterachsen bestehender Saalbau mit Flachdecke. Der Turm befindet sich nördlich und ist ein ungegliederter Bau mit Satteldach. Die Sakristei ist ein moderner Anbau auf der Südseite der Kirche.

## Ausstattung
Der aus Holz gefertigte Hochaltar wurde im Jahr 1738 geweiht. Die Fassarbeiten am Hochaltar stammen von Johann Friedrich Sichelbein aus Wangen und wurden 1807 aus der in Eldern abgebrochenen Kapelle übernommen. Der Hochaltar wird durch Freisäulen und Pilaster an beiden Seiten begrenzt. Davor, zwischen den Säulen, befinden sich Holzfiguren des hl. Thomas und des hl. Philippus. Auf dem Hochaltarblatt von 1783 ist die Himmelfahrt Mariens dargestellt. Die beiden Seitenaltäre entstammen dem 18. Jahrhundert. Auf dem rechten Seitenaltar befindet sich ein Reliquienschrein. Die, ebenfalls aus Holz gefertigte, marmorierte Kanzel befindet sich an der Nordwand der Kirche und stammt aus dem 18. Jahrhundert.

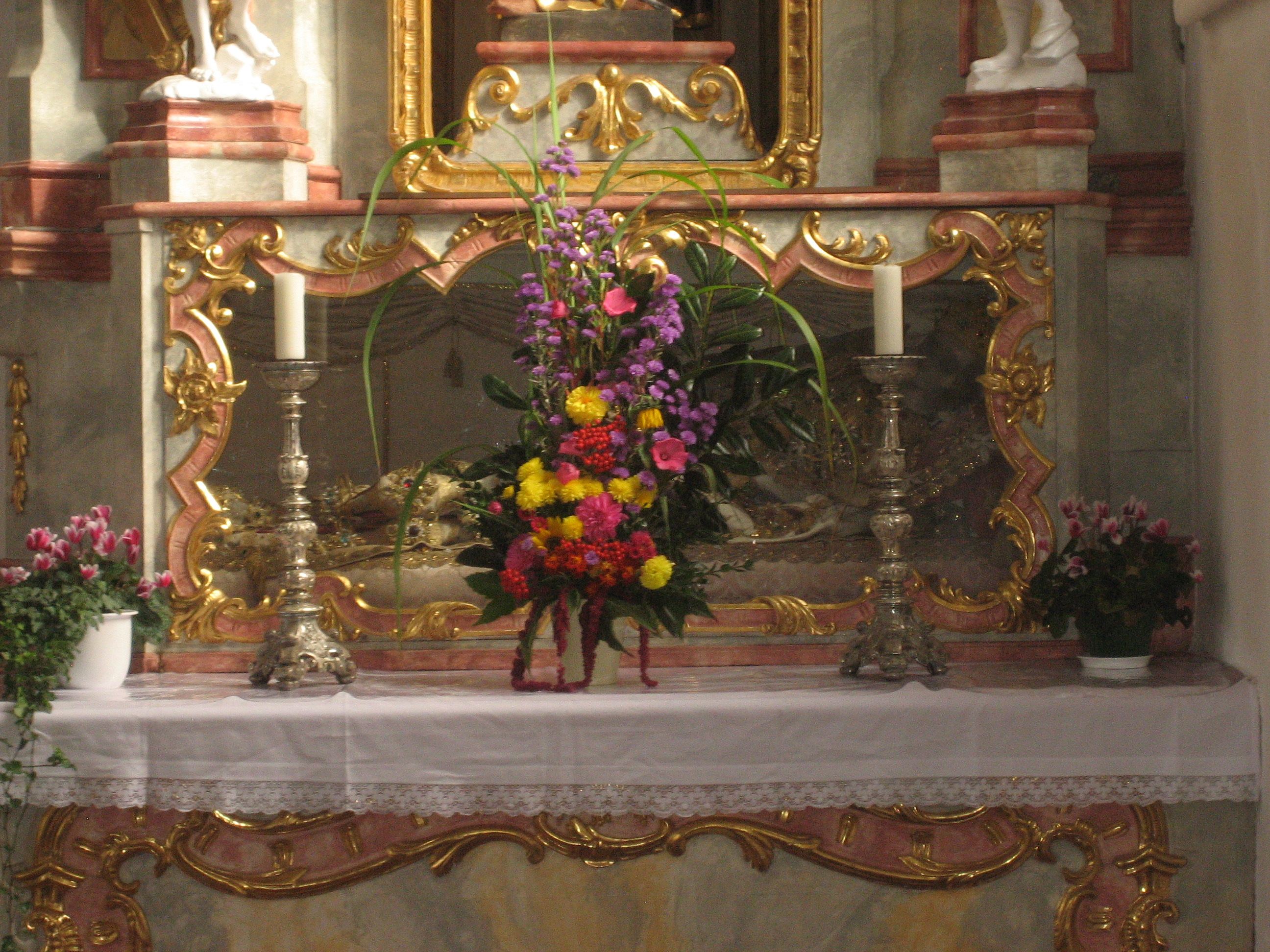
Reliquienschrein
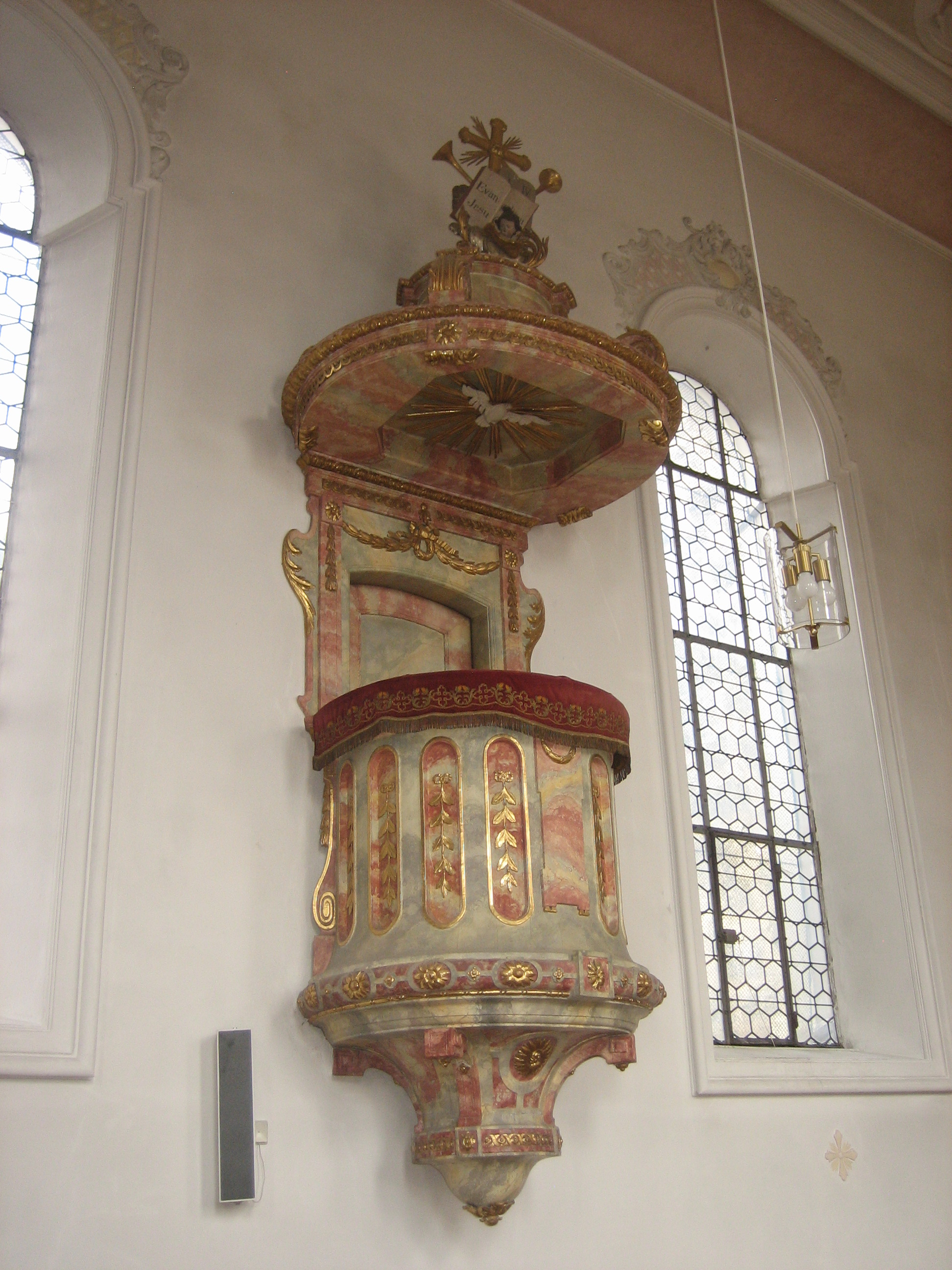
Kanzel
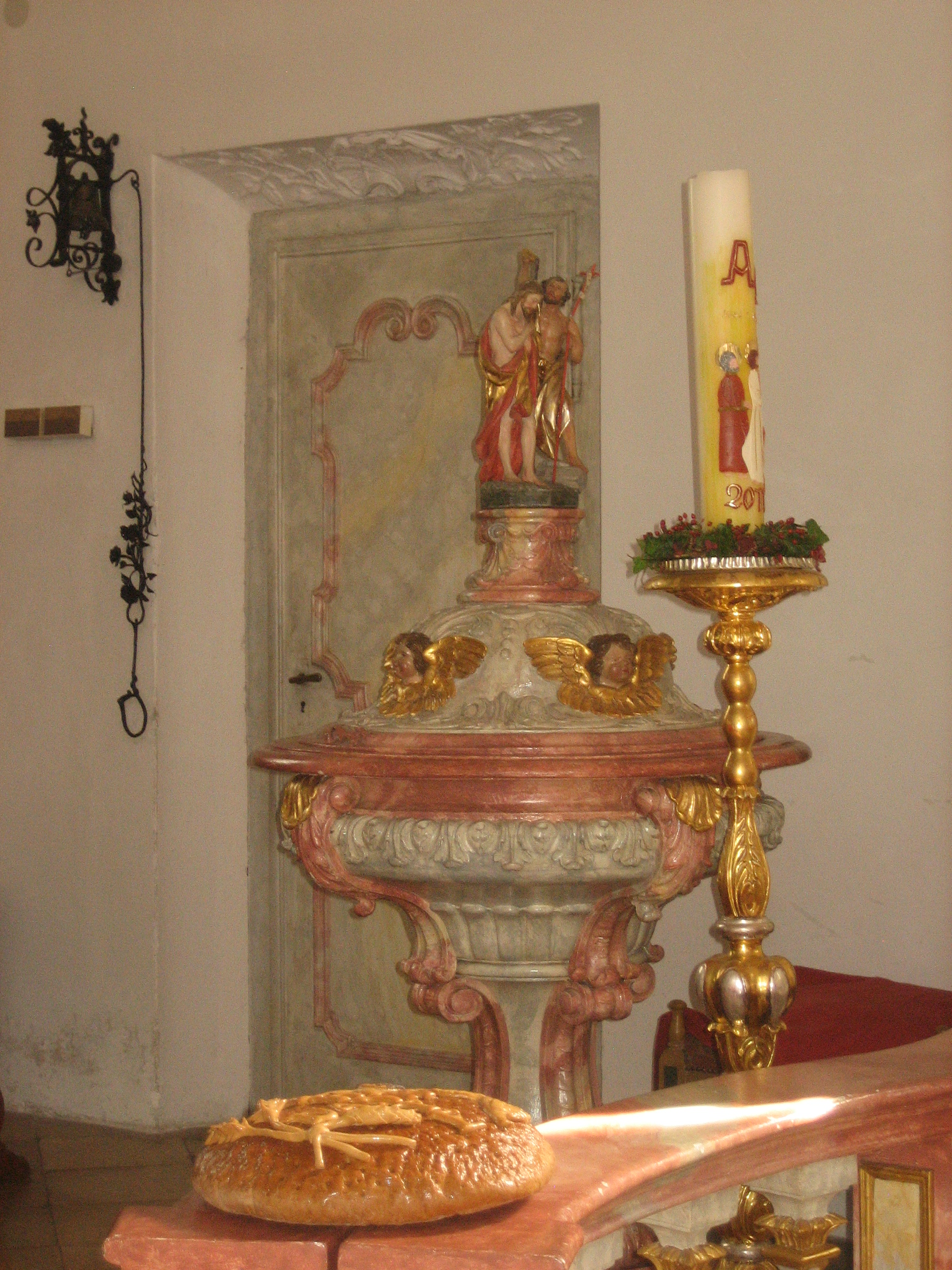
Taufbecken

## Friedhof

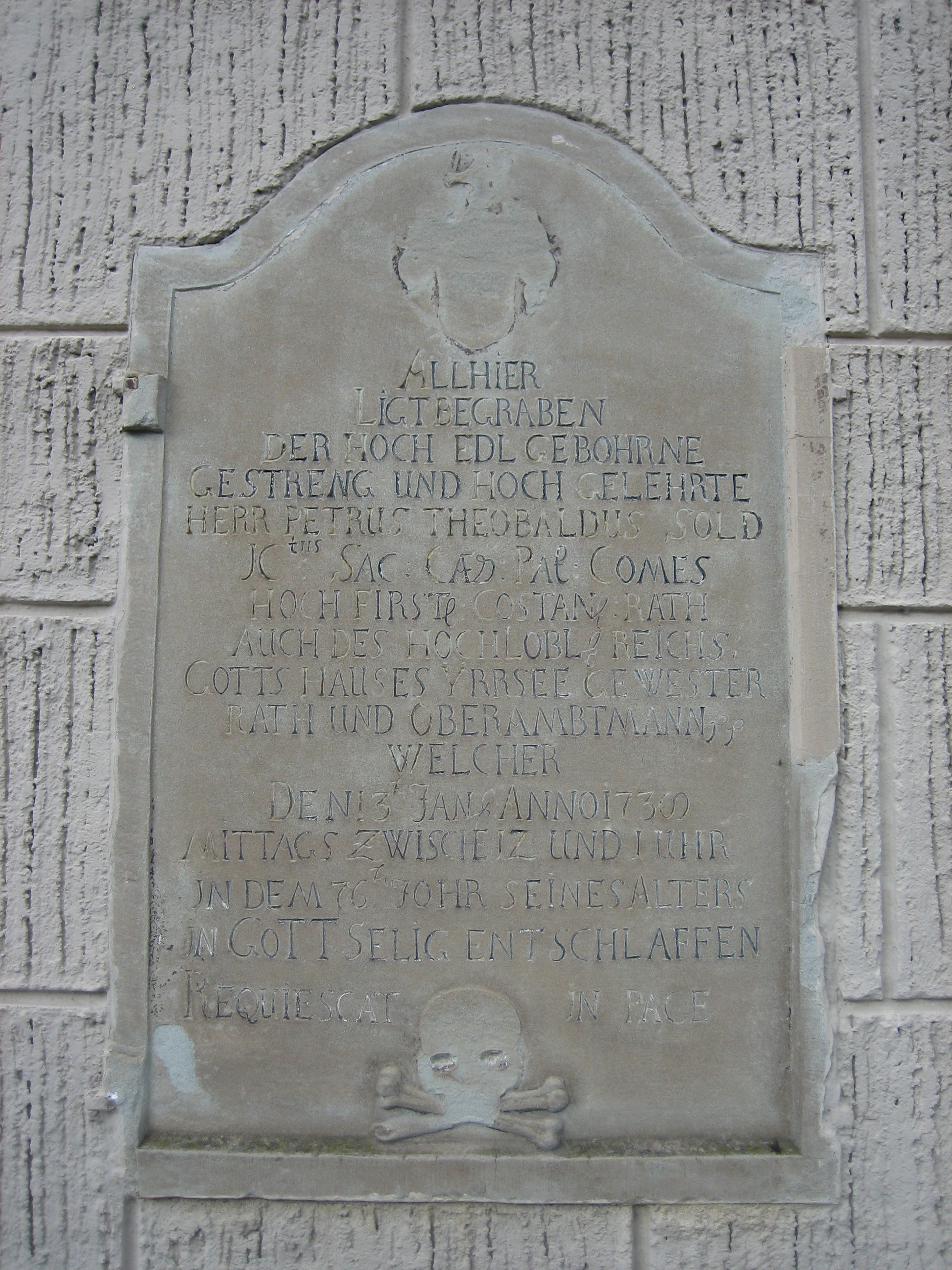
Grabdenkmal an der Fassade von St. Georg

An der Südseite der Außenfassade des Langhauses sind mehrere Grabdenkmäler aus dem 17. und 18. Jahrhundert eingelassen. Ebenso befindet sich auf dem Friedhof, nördlich der Kirche, das Grab des 1971 verstorbenen Firmengründers von Multivac, Sepp Haggenmüller.